# Willa McCord Blake Eslick
Pour les articles homonymes, voir McCord et Blake.
Willa McCord Blake Eslick (8 septembre 1878 - 18 février 1961) est une membre de la Chambre des représentants des États-Unis et la première femme à représenter le Tennessee au Congrès américain. 

## Biographie
Née à Fayetteville, dans le Tennessee, Eslick est la fille de George Washington et d'Eliza McCord Blake. Elle fréquente des écoles privées, dont le Dick White College et le Milton College à Fayetteville, Tennessee, ainsi que la Winthrop Model School et le Peabody College à Nashville, Tennessee. Elle fréquente également le Metropolitan College of Music et la Synthetic School of Music de New York. 
Elle épouse Edward Everett Eslick le 6 juin 1906. 

## Carrière
Le 14 juin 1932, son époux, alors âgé de 60 ans, fait une crise cardiaque en pleine session de la Chambre. Quelques jours plus tard, le Comité démocrate du Tennessee propose à Willa Eslick de se présenter aux élections prévues en août pour prendre la succession de son époux jusqu'aux réélections nationales l'année suivante. 
Le 14 août, elle gagne l'élection avec 51 % des voix et devient la première femme élue à la Chambre des représentants pour le Tennessee. Elle siège du 14 août au 3 mars 1933 et fait partie du Comité des Terrains et Bâtiments publics et celui sur la Législations pour les vétérans de la Première Guerre mondiale. Pendant ces quelques mois, elle soutient également les législations pour aider les fermiers frappés par la Grande Dépression. 
Elle n'était pas éligible à la réélection au soixante-treizième Congrès, ne s'étant pas qualifiée pour la nomination comme l'exige la loi de l'État, son mari étant mort après la primaire démocrate. 

## Mort
Eslick meurt le 18 février 1961 à Pulaski, Tennessee, à l'âge de 82 ans et 163 jours. Elle est enterrée au cimetière Maplewood. Elle est membre de l'Association américaine des femmes diplômées des universités, des Filles de la Révolution américaine, des United Daughters of the Confederacy et de l'Ordre de l'Eastern Star. 